# 西部に賭ける女
『西部に賭ける女』（Heller in Pink Tights）は、1960年に公開されたアメリカ合衆国の映画。借金を背負う旅芸人の一座が巻き込まれるトラブルと恋愛を描く西部劇コメディである。

## 概要
ジョージ・キューカーが監督を務めた。出演はソフィア・ローレンやアンソニー・クインなど。テクニカラー作品。
原作はルイス・ラムーアの1955年の小説『ヘラーと銃』。この映画は、イーディス・ヘッドによる豪華に装飾された衣装と、技術顧問のジョージ・ホイニンゲン＝ヒューンの影響を受けた独特のビジュアルスタイルで知られている。
映画にはヘラーという名前の登場人物は登場しない。

## あらすじ
1880年代、トム・ヒーリ率いる旅芸人の一座・ヒーリ劇団は東部で失敗し、西部の中心部に位置する町・シャイエンに移動する。
劇場主のサムは、団員のアンジェラに惚れ、一座を迎え入れる。
当初はオッフェンバッハのオペッレッタ「トロイのヘレン」を上演したが、サムの提言により、「マゼッパ」という別の演目に変更された。
アンジェラが男装して馬に乗るこの演目は大評判だったが、アンジェラが借金返済のために劇の売り上げを賭けたポーカーでならず者のメイブリーに敗れてしまい、一座は町を去らざるを得なくなる。
一座はキャンプをアパッチ族に襲われるが、メイブリーに助けられる形で、一座はボナンザという別の町に移動する。
アンジェラはとある方法で得た金でボナンザの中心にある酒場を買い、劇場に作り替え、劇「マゼッパ」初日を大成功させる。
ところで、この町にはメイブリーと因縁のあるギャングの親玉デ・レオンがおり、彼はアンジェラをメイブリーの愛人だと思い込み、殺し屋を配備していた。だが、アンジェラはメイブリーを身代わりとして舞台に出し、劇場の外へ出して逃亡を助ける。
空っぽの劇場で、トムはメイブリーとアンジェラを待つ。アンジェラが到着すると、劇場を抵当に入れてメイブリーと和解したことをトムに話し、契約書にはトーマス・ヒーリー夫人として署名したと告げる。トムはアンジェラを抱きしめ、二人は幸せそうに出発する。

## キャスト
| 役名                       | 俳優                       | 日本語吹替                                 |
| 役名                       | 俳優                       | 日本テレビ版                               |
| -------------------------- | -------------------------- | ------------------------------------------ |
| アンジェラ・ロッシーニ     | ソフィア・ローレン         | 今井和子                                   |
| トム・ヒーリー             | アンソニー・クイン         | 小林昭二                                   |
| デラ・サウスビー           | マーガレット・オブライエン | 小鳩くるみ                                 |
| クリント・メイブリー       | スティーブ・フォレスト     | 小林修                                     |
| ローナ・ハサウェイ夫人     | アイリーン・ヘッカート     | 高橋和枝                                   |
| デ・レオン                 | ラモン・ノヴァロ           | 大木民夫                                   |
| マンフレッド・モンタギュー | エドマンド・ロウ           | 真木恭介                                   |
| サム・ピアース             | ジョージ・マシューズ       |                                            |
| エド・マクレーン保安官     | エド・ビンズ               | 阪脩                                       |
| サンティス                 | フランク・シルヴェラ       |                                            |
| 不明 その他                | N/A                        | 岡部政明 峰恵研                            |
| 日本語版スタッフ           |                            |                                            |
| 演出                       | 演出                       | 佐藤敏夫                                   |
| 翻訳                       | 翻訳                       | 進藤光太                                   |
| 効果                       | 効果                       | 藤田信夫 遠藤堯雄                          |
| 調整                       | 調整                       | 前田仁信                                   |
| 制作                       | 制作                       | 東北新社                                   |
| 解説                       |                            |                                            |
| 初回放送                   | 初回放送                   | 1974年4月13日 『土曜映画劇場』 15:00-16:30 |